# Річки міста Дніпро
Річки міста Дніпро — через територію міста Дніпро протікають (або протікали) річки Дніпро, Самара і низка  (понад сімдесят) малих річок та струмків. 
Всі річки та струмки, що протікають (або протікали) на території міста Дніпро є складовими басейну річки Дніпро. В свою чергу, вони поділяються на притоки безпосередньо Дніпра, Самари та басейну Мокрої Сури.

## Дніпро та його протоки

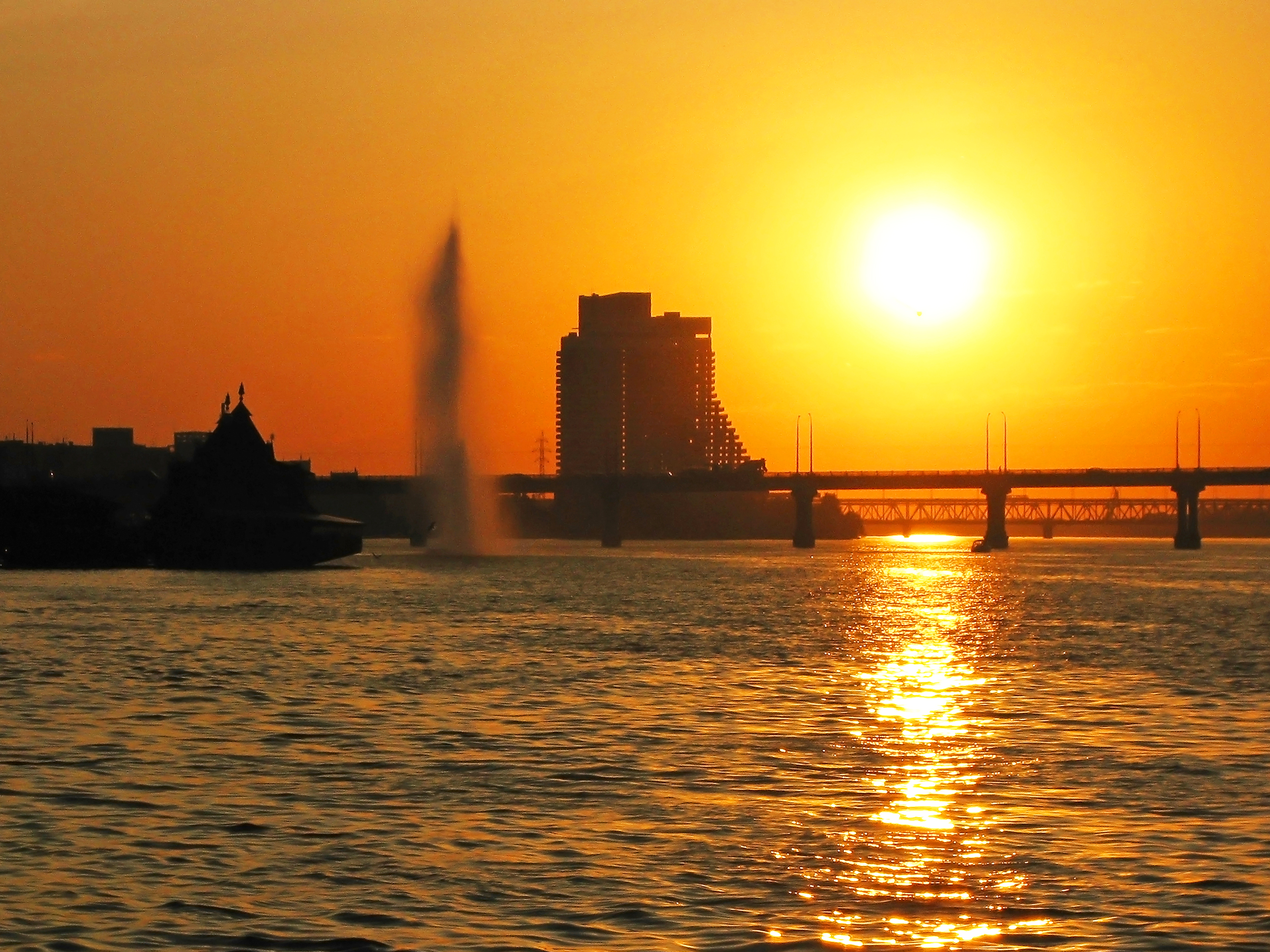
Річка Дніпро в однойменному місті

Найбільша річка, що дала назву місту, і ділить його територію на правобережну та лівобережну частини. Тече з північного заходу на південний схід і в центральній частині міста робить поворіт на південь і знов повертає на південний схід на межі міста з територією села Старі Кодаки Дніпровського району. В межах міста на Дніпрі розташовані острови Дика Коса, Діївський, Діївська Дача, Дівочий, Обухівський, Куба, Мировий, Намистанка, Червоний Водник, Зелений, Монастирський (колишній Комсомольський), п'ять Шевських островів, Свинячий, Пороховий, Олексіївський, Кам'янистий, Кодачок, Старуха, а до побудови Дніпрогесу в 1934 р. існували   острови Воронцовський (на його місці була насипана коса Солов'їний острів або Мандриківська біля житлового масиву «Перемога») та Попова Коса.
Також водами Дніпра омиваються півострови Файнберга, Ігренський (колишній острів), Коса Висоцького. В акваторії розташовані затоки Діївська, Затишна, Амур — Гавань, Шиянка (колишнє гирло однойменної річки, затока утворилась внаслідок спорудження Дніпрогесу).
В межах міста Дніпро через річку розташовані п'ять мостів: Кайдацький, Амурський (Двохярусний), Центральний, Мерефо — Херсонський та Південний.

### Архієрейська протока

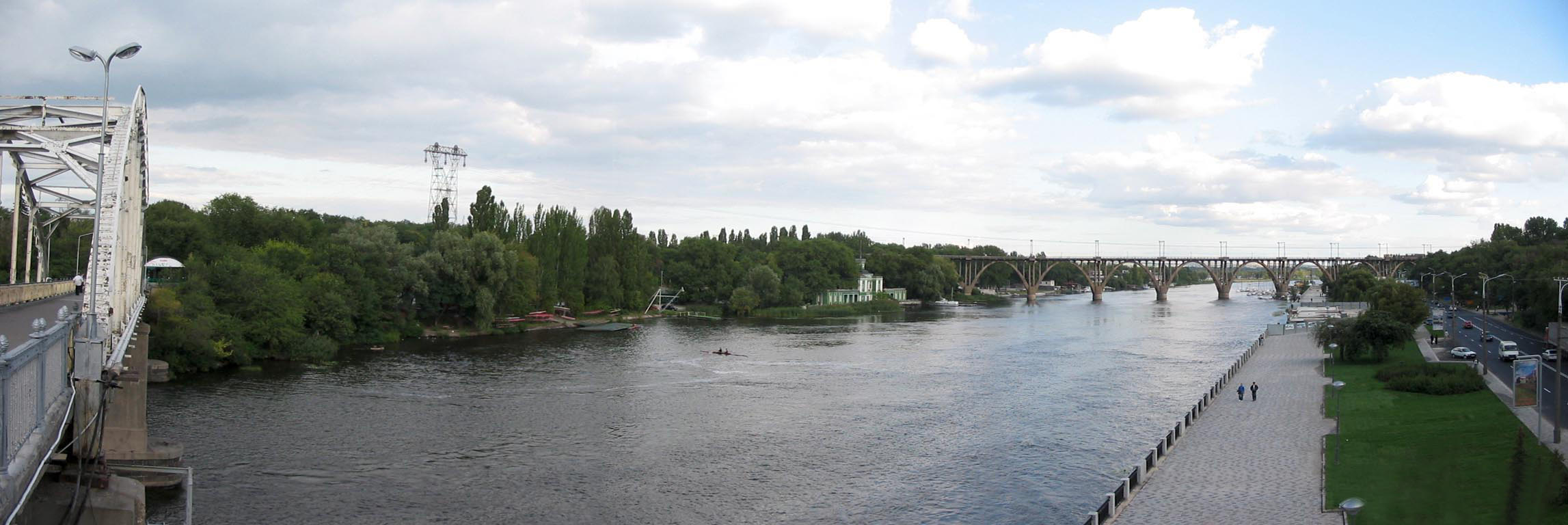
Архієрейська протока

Протока Дніпра, що відокремлює острів Монастирський від правого берега. Через неї на острів прокладено міст, що з'єднує обидві частини Парку культури та відпочинку ім. Т. Г. Шевченка. До спорудження Дніпрогесу в її руслі розташовувались камені Архієрейської забори, що нині лежать на дні.

### Боброва протока
Протока Діївських плавнів у Діївському лісопарку, що відділяється від Річиці і впадає в озеро Болгарське.

### Велике Річище
Протока Дніпра, що відокремлювала значний острів. Розташовувалась вище витоку Річиці. Після затоплення острова внаслідок спорудження Дніпрогесу у 1934 році, припинила існування.

### Гідропаркова протока

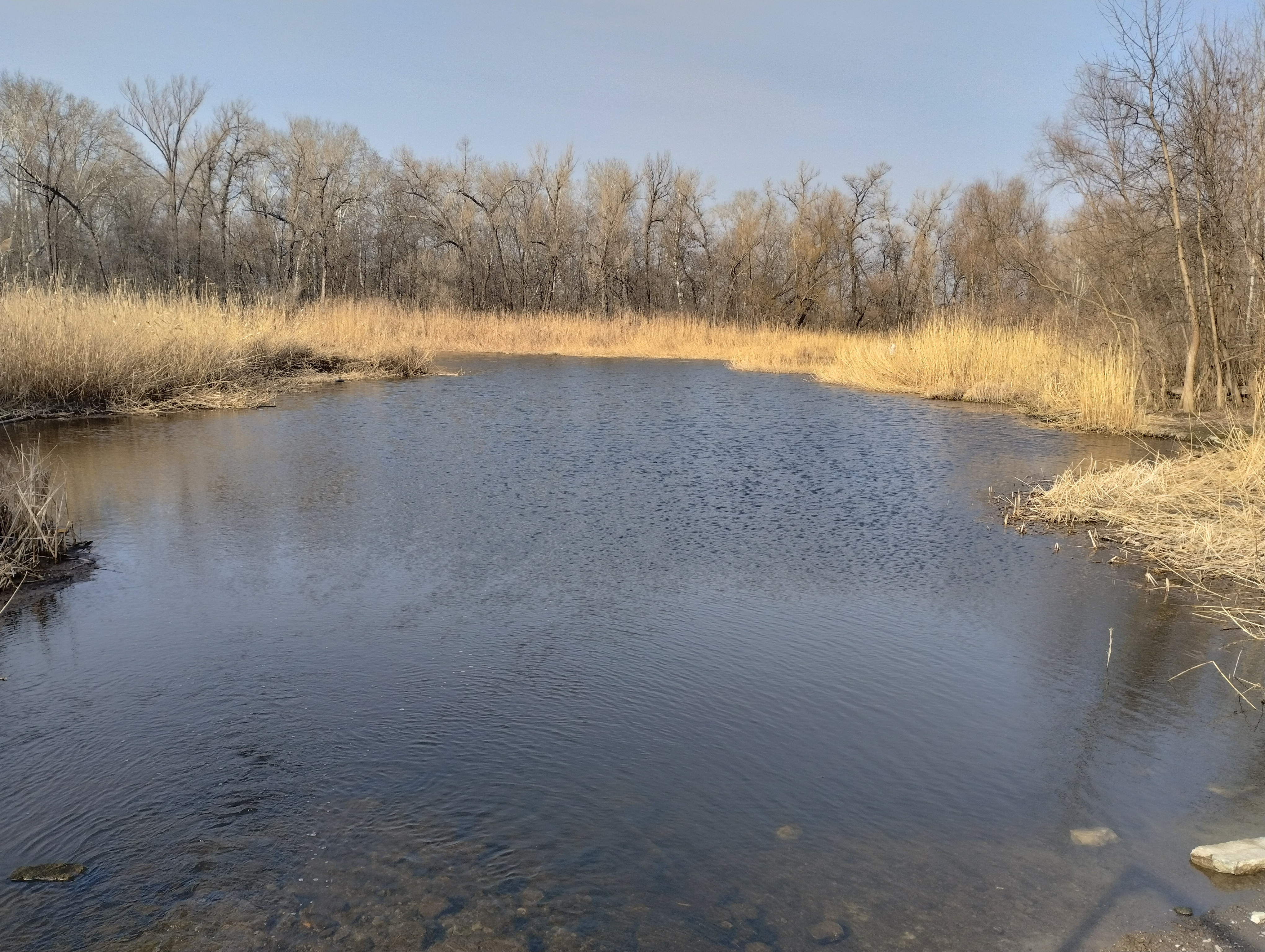
Гідропаркова протока

Витікає з озера Гідропаркове і впадає в Річицю. Довжина менше ста метрів.

### Ріжок
Протока частина Річиці. Протягом останніх десятиліть сильно обміліла.

### Річиця або Старий Дніпро

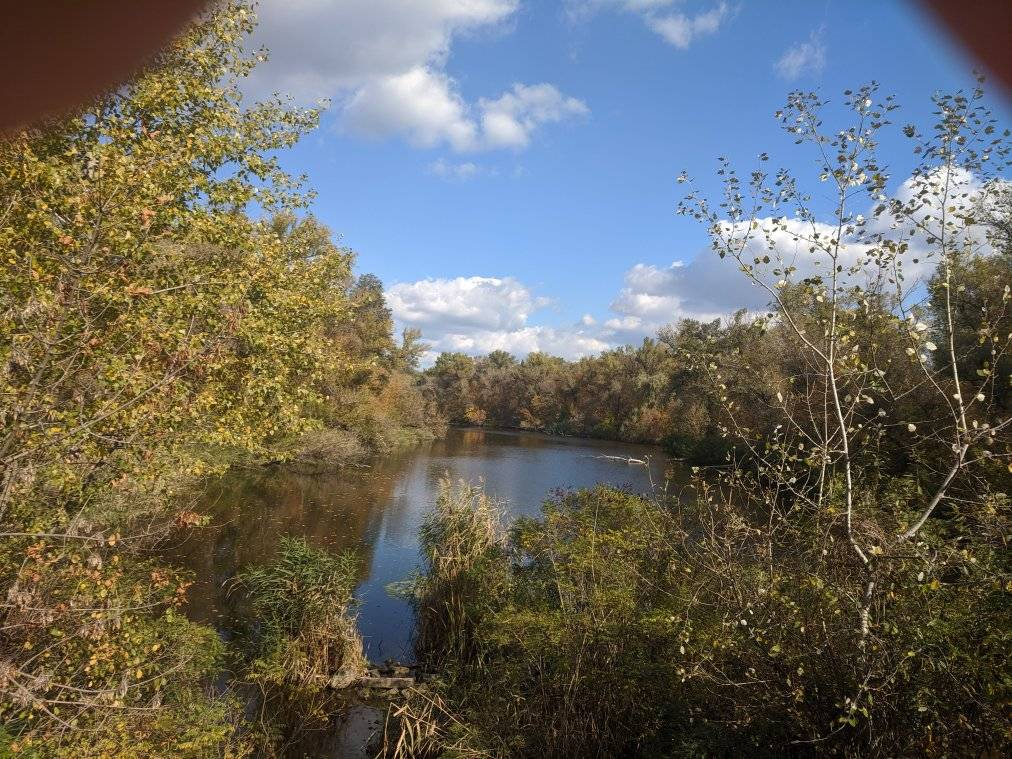
Річиця

Рукав  Дніпра, що відокремлюється від основного русла в Таромському і протікає близько 7 кілометрів через Діївський лісопарк в Новокодацькому районі і впадає в Діївську затоку біля житлового масиву Червоний Камінь, розбиваючись на рукави та протоки у вигляді річкової дельти (див. Діївські плавні). Між лівим берегом Річиці та Дніпром лежать два великих острови, що не мають назв. Внаслідок втручання людини (будівництво Дніпрогесу та місцевих дамб) протока заболочується, втрачаючи скрізну проточність. Вода в ній забруднена каналізаційними скидами з довколишніх житлових масивів Парус, Покровський та Червоний Камінь та побутовим сміттям.

### Річище Ліскувате
Протока Дніпра відокремлена від основного русла двома островами - безіменним та Діївським. Назва вказана на мапі Катеринославської губернії 1821 року.

### Річище Чаплине
Протока Дніпра, що відділяється від Річища Ліскуватого  і впадає в Річицю. В її руслі розташоване озеро Дубове Діївських плавнів.

### Старий Дніпро
Протока Дніпра, що відокремлювала Воронцовський острів від правого берега. Більша її частина засипана і на її місці розташована Набережна Перемоги. Залишок існує у вигляді Дніпровського гребного каналу.

### Штучні канали Яхт-клубу "Січ" (житловий масив "Перемога")
Перебувають в процесі розбудови разом із штучним півостровом, що намивається нижче Мандриківської коси. Створені в 2003 році, разом із Яхт-клубом "Січ"  на місці боліт. З'єднуються з Дніпром. В канали запущено декоративні види риб, як-от амур білий. Також по каналах плаває водоплавна птиця: гуси, качки, лебеді.

## Самара та її протоки

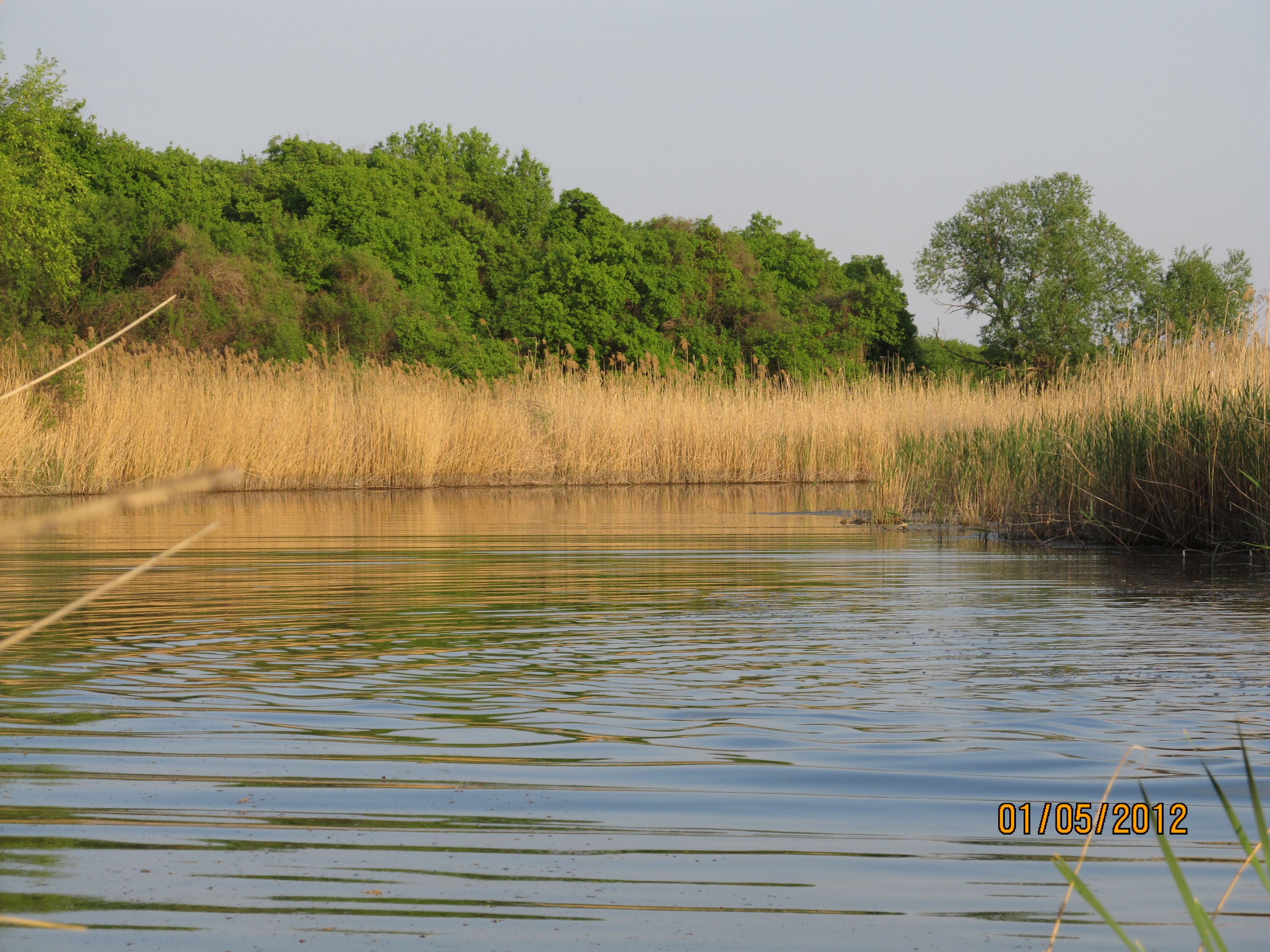
Самара

Друга за величиною річка міста Дніпро, що впадає в Дніпро в межах міста. Раніше мала досить розгалужену дельту з великими і малими протоками та озерами. Після спорудження Дніпрогесу в 1934 р. в її руслі утворилась водойма озеро Самарська Затока (до 2016 р.- озеро Леніна). На штучному озері існують затоки Вирвихвіст та Гнилокиш, острови Сергіївський  Самарський та Коров'ячий. Через Самару в її нижній течії перекинуті два мости — залізнично — автомобільний між вулицями Самарський спуск та Красногорською та автомобільний — між вулицями Сонячна Набережна  та Німецька.

### Красна, Крива Самара, Старуха

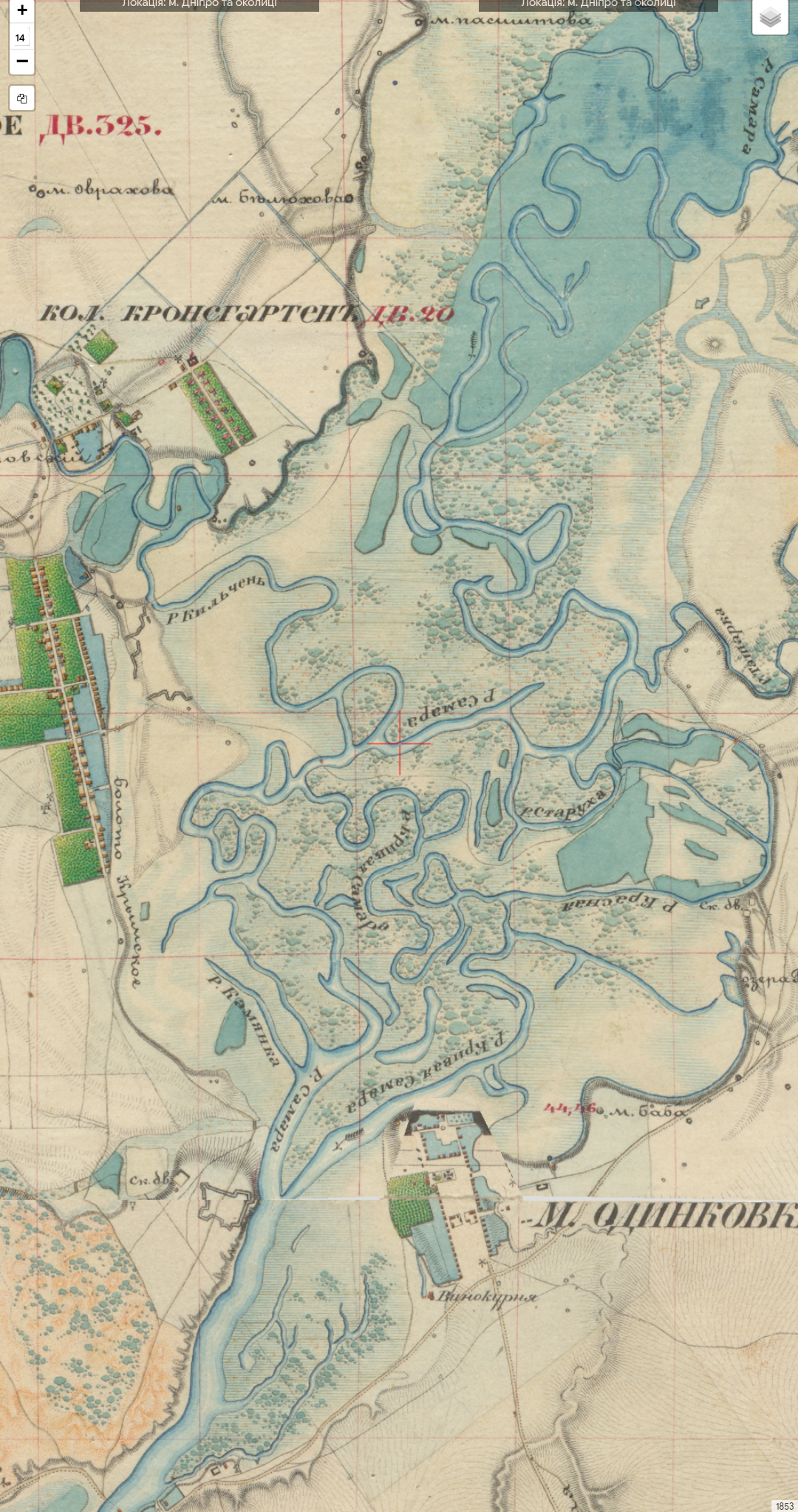
Рукави дельти річки Самара

Колишні протоки-рукава дельти Самари затоплені водами Самарської Затоки в 1934 році.

### Сусанка або озеро Шиянка
Затока і рукав Самари. Тече житловим масивом Стара Ігрень. Починається біля залізничної гілки Ксенівка - Придніпровськ. Тече на північний схід і впадає в рукав - затоку Щемилівка.

### Шиянка
Колишній рукав Самари, що разом з Дніпром утворював Ігренський острів (нині півострів). Впадав у Дніпро напроти села Старі Кодаки. Протікала однойменною балкою. Після спорудження Придніпровської теплової електростанції у 1950 — х роках русло було засипане відходами її виробництва. У 1980 — х роках поверх золовідстійника було насипано ґрунт і розбито садово — дачні господарства кооперативу «Шиянка». Від колишньої річки залишились: у верхній течії — Ігренська затока перегороджена дамбою між Гаванською і Німецькою (колишня Томська) вулицями з рукавами — затоками Щемилівка та Сусанка; низка озер (наприклад —  Окуляри) забруднених золою та каналізаційними скидами житлового масиву Придніпровський; дренажна канава між затоками Щемилівка і Шиянка прокладена лівіше від колишнього русла, у нижній  течії — затока Дніпра Шиянка, що виникла внаслідок спорудження Дніпрогесу в 1934 р.

### Щемилівка
Затока і рукав Самари, з якого до 1950 - х років витікала річка Шиянка. Витікає з Ігренської затоки, утвореної в результаті затоплення верхів'я  балки Шиянка після зведення Дніпрогесу.

## Річки та струмки в Новокодацькому районі міста
Біла балка —   потік що протікав по Білій балці в Діївці — 2 і  впадав у Річицю. Нині висох. Від річки залишилось декілька струмків, які течуть  по численних відрогах і пересихають у верхній частині балки.
Брянська балка, Крутий яр також  Кайдацька балка - мала річка, що починається  в місцевості Нових Кайдаків Сухий Острів. Протікає в колекторі під Дніпровськими трубопрокатним та металургійним заводами. Виходить з колектора біля вулиці Ударників (зупинка трамваїв № 3 і 19 "Сірководнева лікарня"). Забрудненена сірководнем та іншими промисловими скидами "Дніпровського металургійного заводу". Впадає в Дніпро.

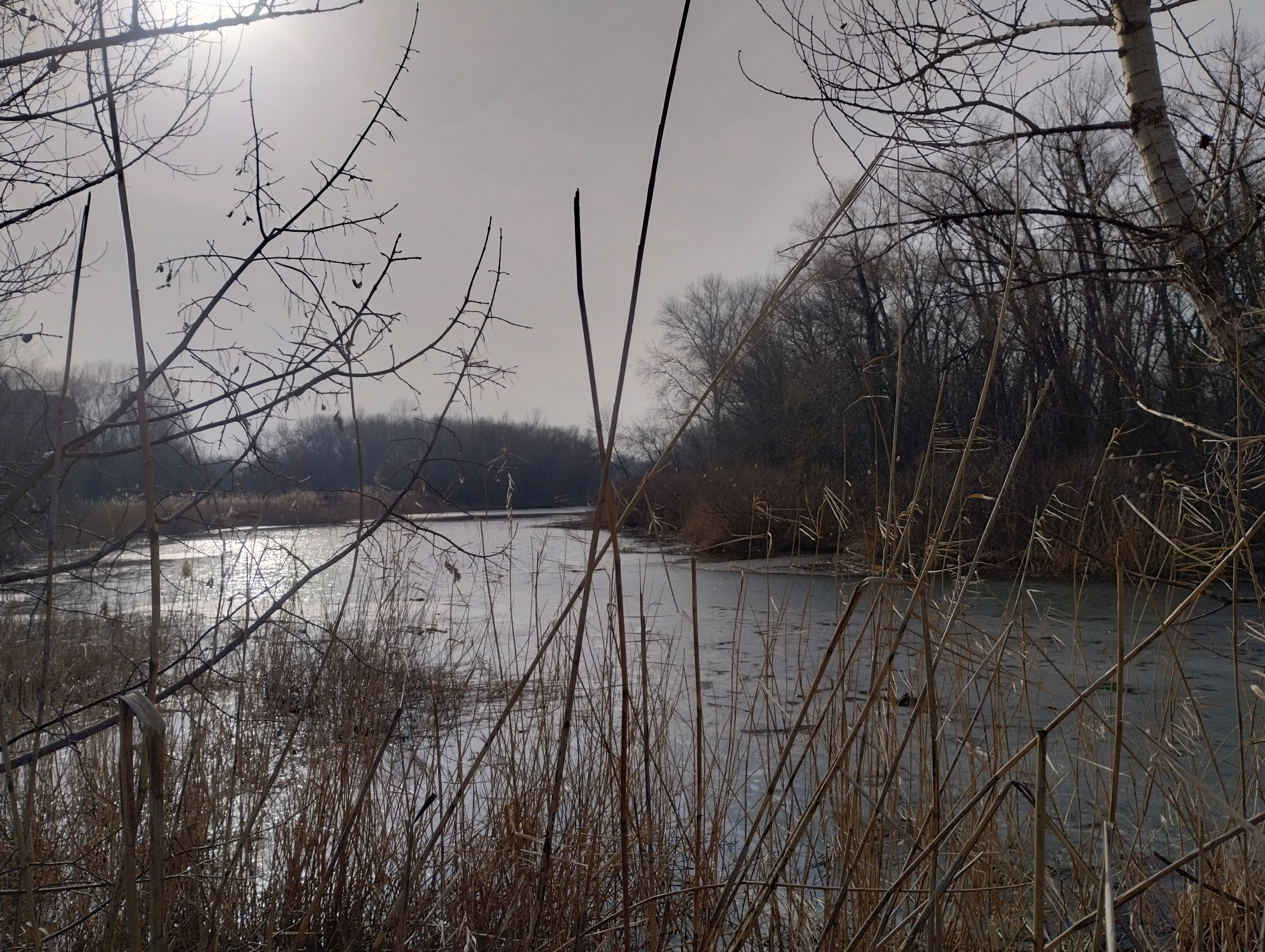
Гідропарковий канал.

Гідропарковий канал - штучний водотік створений у 1970 - ті роки для дренажу ґрунтових вод біля житлових масивів Парус - 2 та Діївка - 1. З'єднується з озером Гідропаркове у Діївських плавнях.

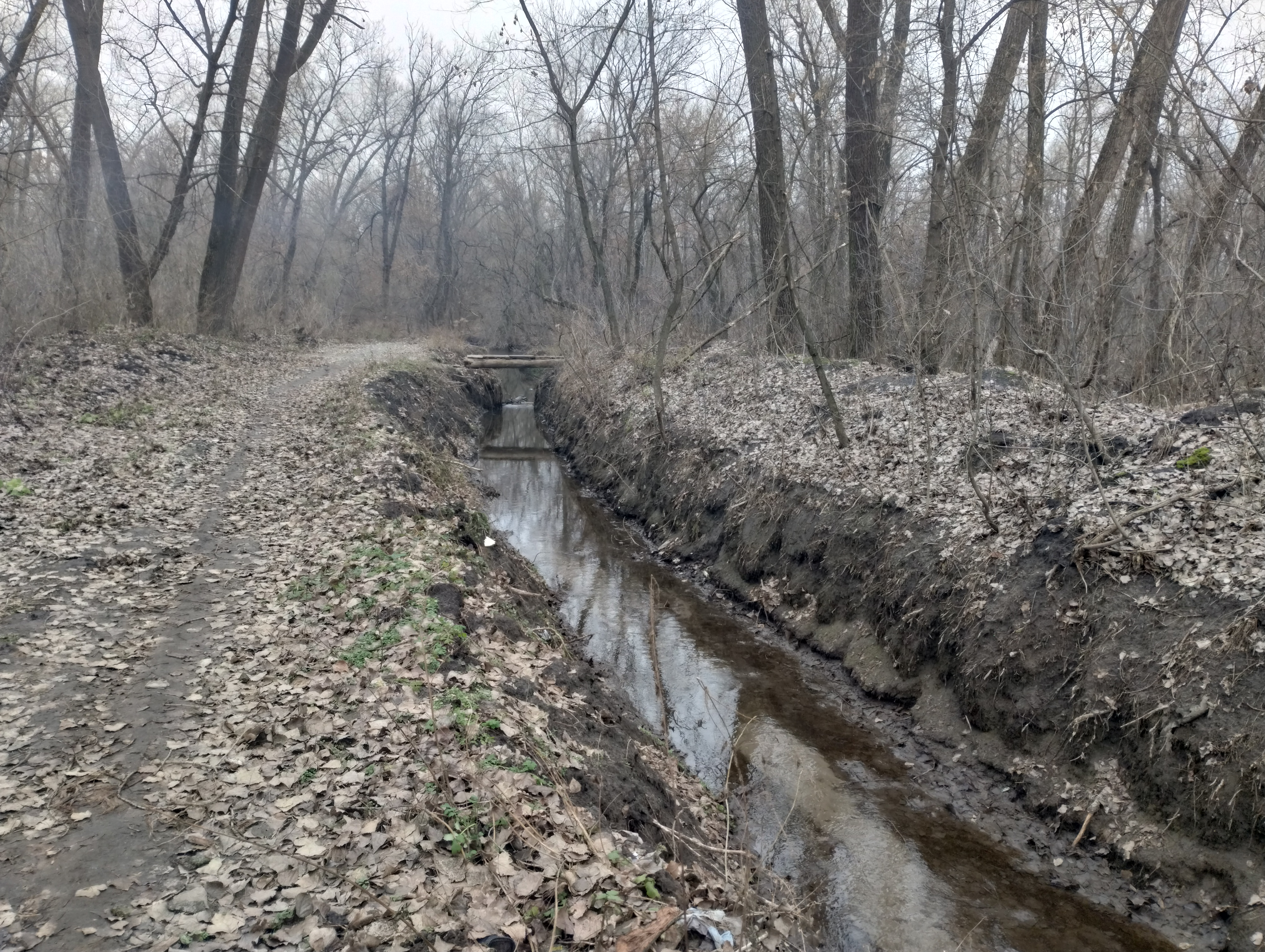
Струмок Голенька балка в нижній течії у Діївському лісопарку

Голенька балка - струмок, що протікає по однойменній балці по території житлового масиву Діївка-1 біля вулиці  Павла Тушкана (колишня Вільямса) і впадає в Гідропарковий канал у Діївських плавнях.

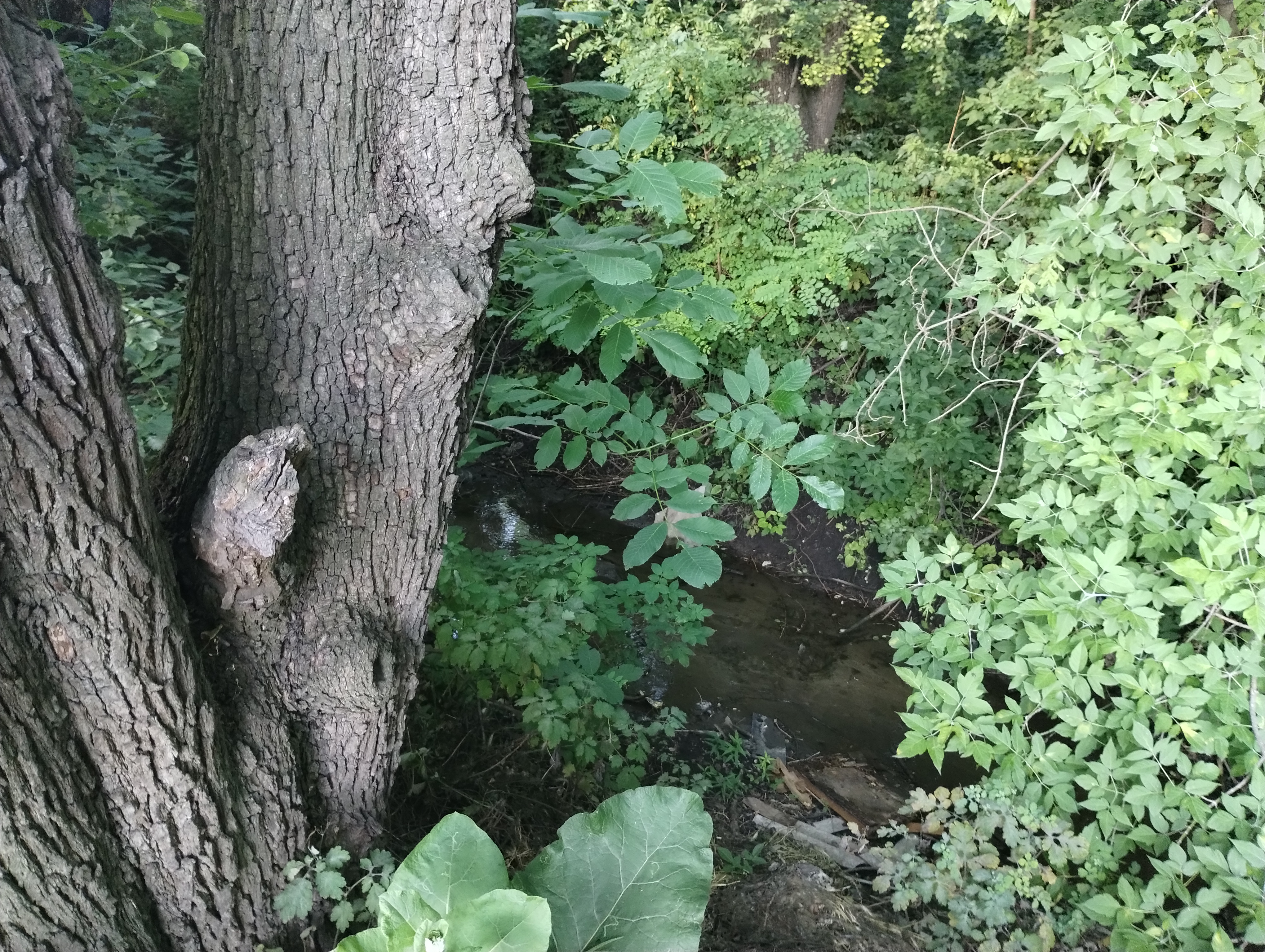
Струмок Зелена балка

Зелена балка — пересихаючий струмок, що тече по однойменній балці між Діївкою — 1 та Діївкою — 2. У верхній течії розташовані два ставки — Старий (верхній; нині у приватній власності) та Новий (нижній). Має декілька безіменних приток, що течуть по відрогах балки (значна частина їх нині висохла). Через споруджений у 1880 — х роках тунель перетинає перегін Придніпровської залізниці Діївка — Платформа178 кілометр.
Біля вулиці Лірницької (до 2015 р. — Сільрадівська) входить у колектор. У середній та нижній течії висихає і тече лише після великої маси опадів або танення снігів. Впадає в  Гідропарковий канал на території Діївського лісопарку.
Козирьова (Козарьова) балка — невеличкий струмок, що протікає однойменною балкою в західному напрямку посеред Таромських лісів. Впадає у штучну водойму Таромського рибгоспу поблизу селища Карнаухівка міста Кам'янське.

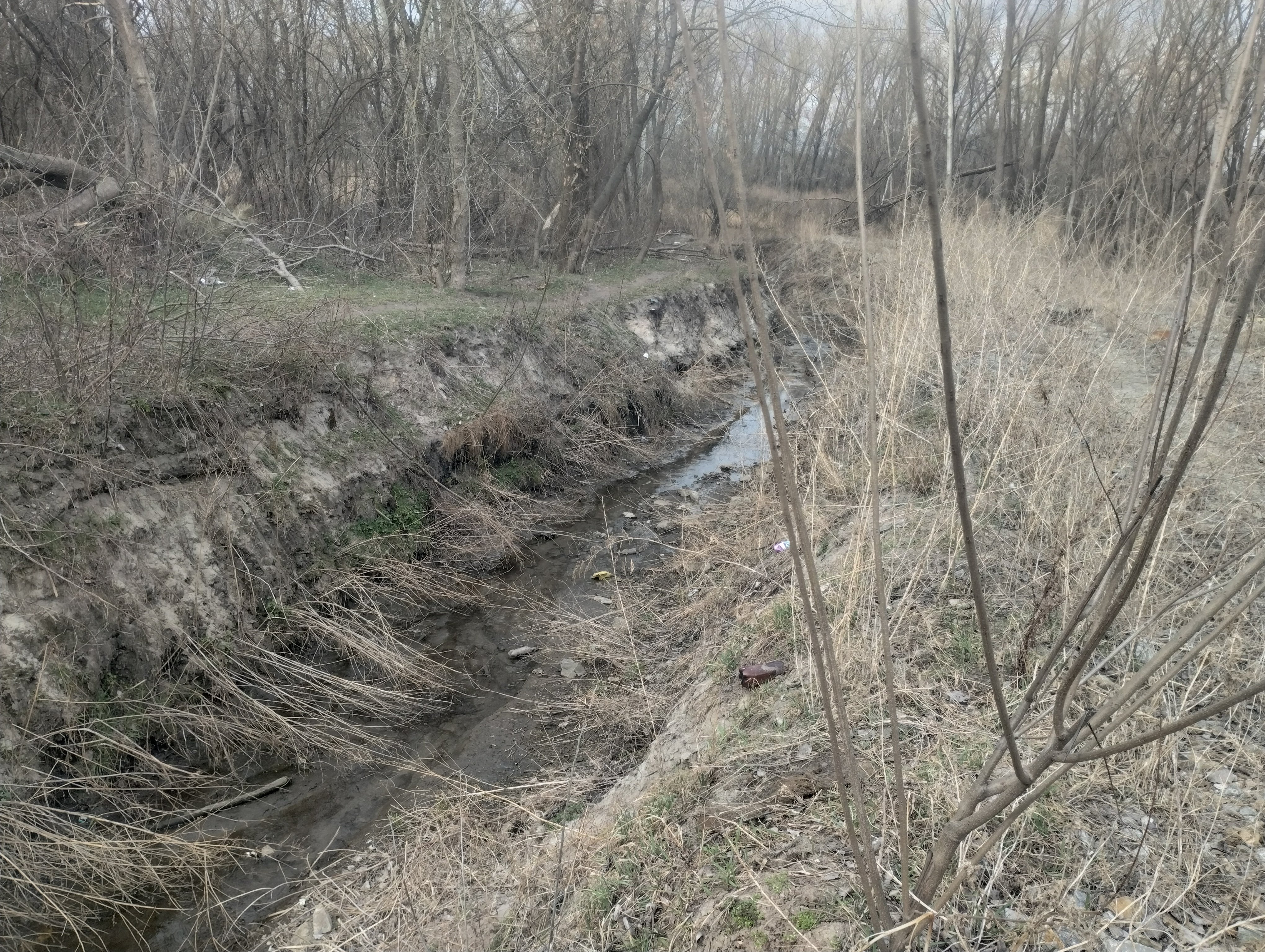
Струмок Коротка балка

Коротка балка- струмок що протікає по однойменній балці в Діївці - 1 біля вулиці  Великий Яр (колишня Єрмака) і впадає в канал озера Гідропаркове у Діївських плавнях. Нині по всій течії взятий в зливовий колектор, крім невеличкої ділянки біля гирла.
Крива балка — струмок, що протікає по західній межі Таромського і впадає в водойму Таромського рибгоспу.
Кринична балка — струмок, що протікав по однойменній балці і впадав у Річицю. Припинив текти через засипання балки у 1980 - ті роки, в зв'язку зі зведенням електродепо Дніпровського метрополітену та Центрально-Заводської лінії. Залишки струмка збереглись у вигляді болота біля залізничного перегону Діївка - платформа 184 км.
Рядовий байрак - невеличкий струмок, що протікає південним відгалуженням Козирьової балки від станції Сухачівка і впадає в струмок, що протікає по балці. В його руслі споруджено два ставки названі на честь власника Дорофія Дорофійка - Перша і Дорофійка - Друга.
Сухачівка — нинішня назва річки Війтиха, що починається біля селища Ясне в Новокодацькому районі міста і впадає в річку Суха Сура біля села Миколаївка -1 Дніпровського району Дніпропетровської області. Біля житлового масиву Сухачівка у руслі річки розташовано ставок. Тече балкою Війтиха або урочище Ліскове.
Сімергейка, Сухачівська балка - струмок, що протікає  Сімергейкою (Сухачівською балкою),  західним відгалуженням Білої балки і раніше впадав у річку, що текла по Білій балці. Нині закінчується в ставку.
Струмок Східний - притока Дніпра, протікає невеличкою яругою біля Дніпровського заводу металоконструкцій. Більша частина течії взята в колектор, з якого мала річка виходить біля вулиці Ударників. Над струмком прокладено металеву естакаду з під'їздною залізничною колією до ДЗМК.
Широкий Яр - струмок що протікав відгалуженням Брянської балки і впадав до річки. Нині територія Дніпрококсу.

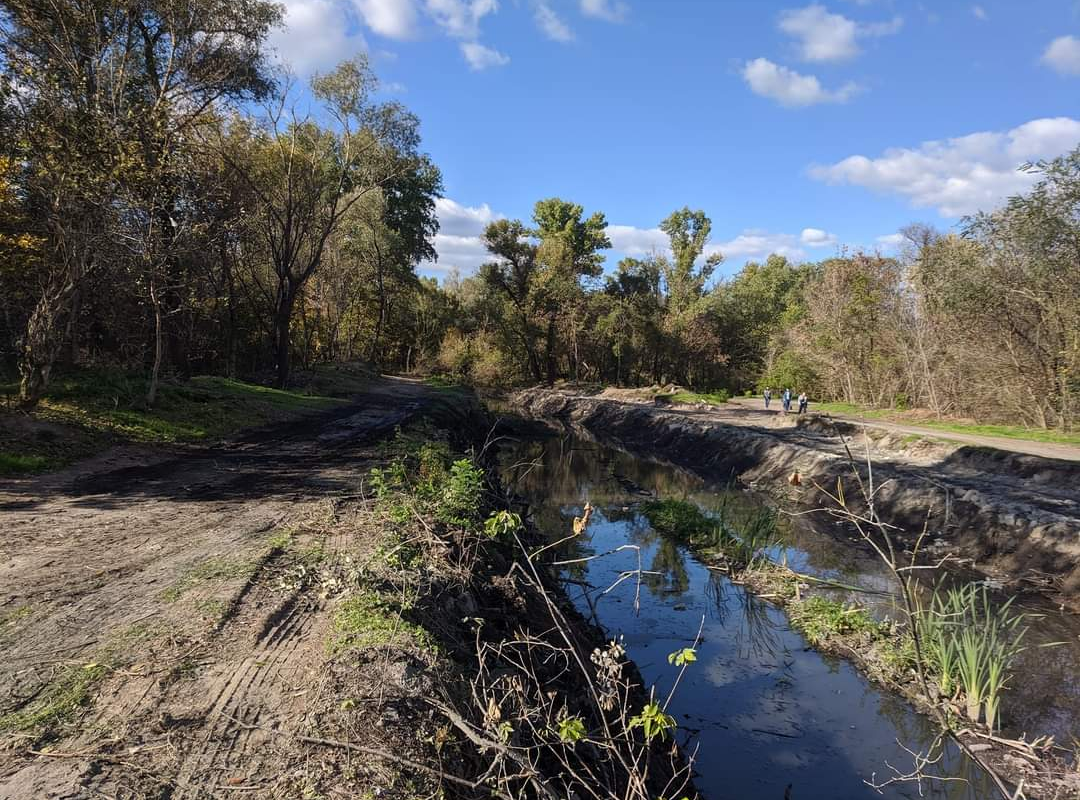
Безіменна річка біля Храму Різдва Богородиці. Жовтень 2022

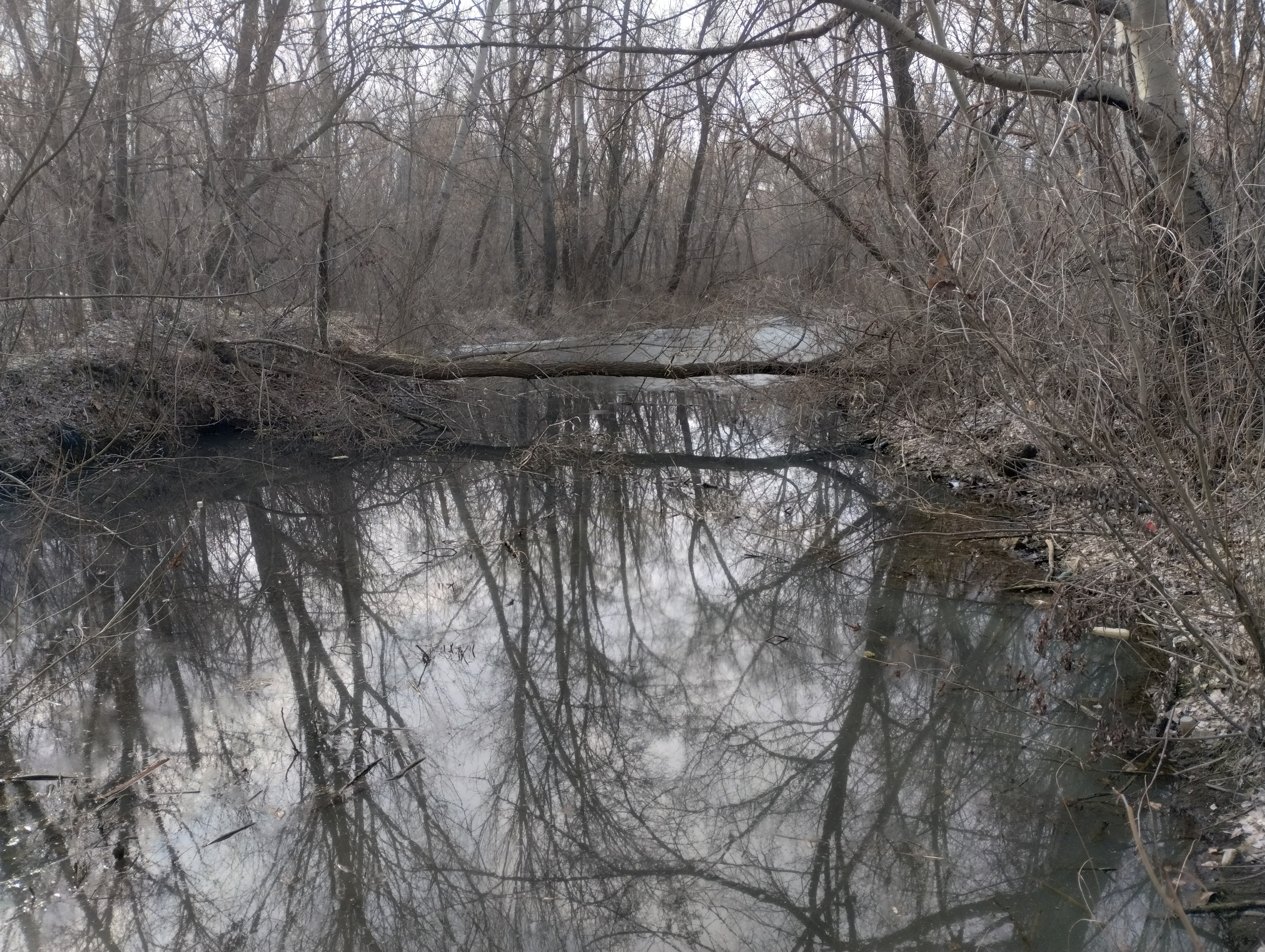
Безіменна річка біля житлового масиву Червоний Камінь

Безіменна річка  в Діївському лісопарку біля храму Різдва Богородиці. Починається  у вигляді струмка біля вулиці Водостічної. Більша частина течії взята в колектор. Впадає в Діївську затоку Дніпра. Забруднена скидами каналізації.
Безіменна річка в Діївському лісопарку біля житлового масиву Червоний Камінь.Тече в західному напрямку близько 1 кілометра і  впадає в Дніпро неподалік від храму Різдва Богородиці. Заболочена і поросла ряскою. Вода забруднена каналізаційними скидами.

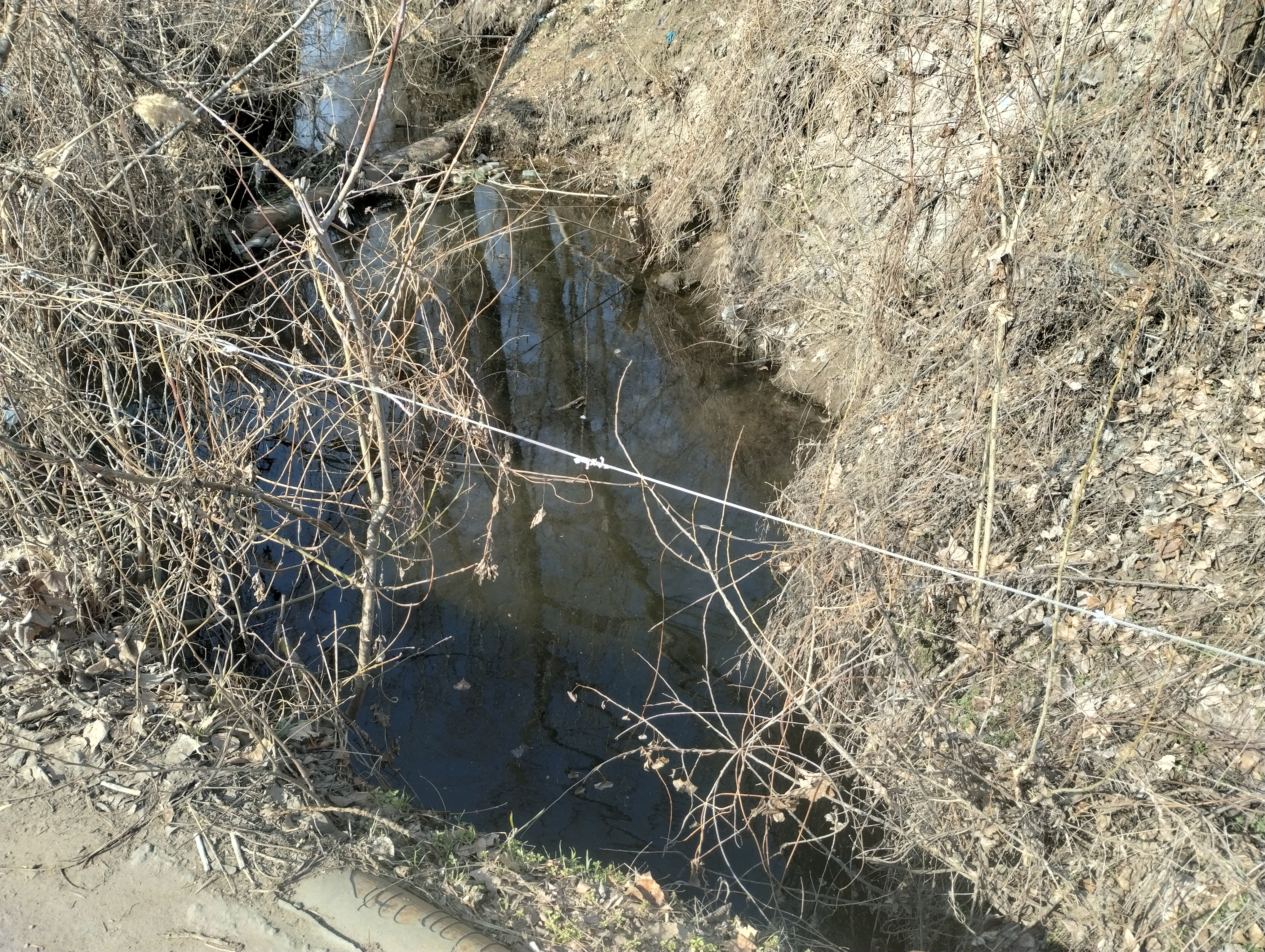
Безіменний струмок біля Коси Висоцького.

Близько шести безіменних струмків, що протікають по Діївському лісопарку біля житлових масивів Покровський та Червоний Камінь і впадають до Діївської затоки річки Дніпро. Являють собою залишки дніпровських плавнів на місці яких споруджено житлові масиви. Більша частина течії взята в колектори. Вода забруднена каналізаційними скидами житлових масивів, побутовим сміттям та мастилом з автостоянок, попри те що струмки є місцем нересту риби з Дніпра.

## Річки та струмки у Чечелівському районі міста

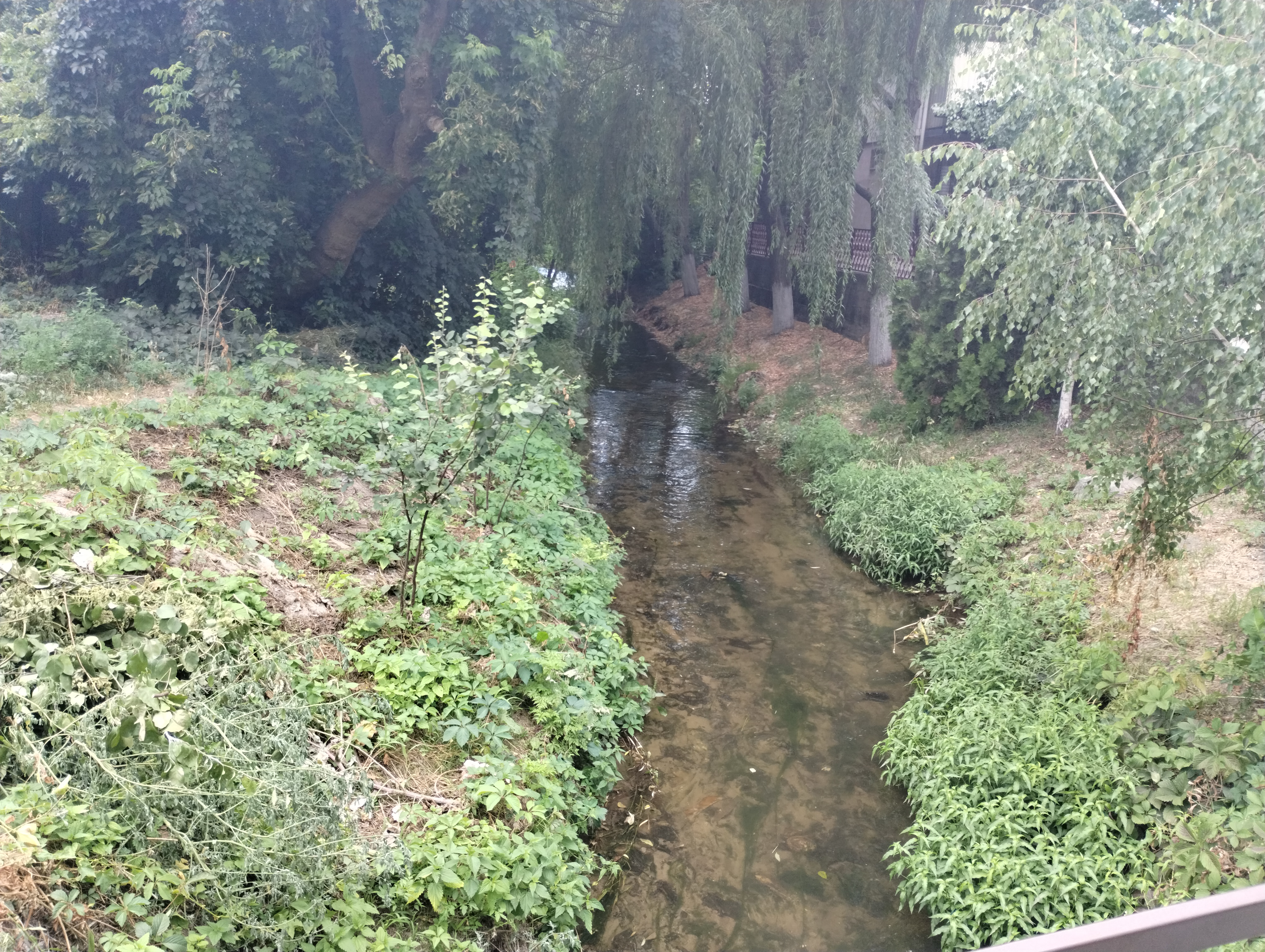
Половиця

Половиця (Аптекарська балка) - головне русло річки  тече Аптекарською балкою. Починається біля Криворізької вулиці. Містить декілька приток — безіменні струмки, що течуть відгалуженнями балки, зокрема біля провулку Басейний тупик та вулиці Полуничний тупик. Входить у колектор біля проспекту Сергія Нігояна і тече новим прокладеним у 1884 році руслом під автовокзалом Дніпро та колишнім Дніпропетровським комбайновим заводом до гирла. Впадає в Дніпро на Заводській набережній біля Стану - 550 Дніпровського металургійного заводу.
Балка Грушки  також  Калинова балка - струмок, що тече по однойменній балці і впадає в річку Сухачівка біля селища Титорове (колишнє Горького). До території Дніпра належить тільки його верхів'я розташоване біля віддаленої частини міста селища Промінь.
Войцехова балка — невеличка річка, що тече Войцеховою балкою через житловий масив Краснопілля, село Дороге і впадає в річку Мокра Сура біля села Новоолександрівка Дніпровського району Дніпропетровської області.
Має декілька приток, що протікають біля вулиць    Вугільна (Длябогова балка), Окружна та Новопотічна  (Крутий Яр), Велика, Татарська та Віддалена (Розсоховата балка), Берестова та Данили Нечая (Бельба) та навпроти села Новоолександрівка (Данова балка або Бузиновата). Раніше була глибшою і повноводнішою про що свідчить висота труб прокладених через місточки.
У верхів'ї річки Войцехова балка розташована закрита залізнична станція Войцехове.
Гривнів байрак або Попів байрак - притока річки Розсоховата балка. Починається біля залізничної станції Дніпро - Вантажний. Тече житловим масивом Краснопілля біля вулиць Гавриїла Розанова та Ратна.
Длябогова балка або Длябогів яр -  струмок, що витікає зі ставка біля вулиці Перлинна. Протікає вибалком Войцехової балки і впадає в річку Войцехова балка біля вулиці Мальовнича Балка.
Канатувата балка - притока річки Розсоховата балка.  Впадає біля вулиця Новошкільна.
Крутий Яр — невеличкий струмок, що тече Крутим Яром (відгалуження Войцехової балки) у житловому масиві Краснопілля біля вулиці Окружна. Впадає до річки Войцехова балка.
Кулаків байрак - притока річки Войцехова балка. Нині не існує.
Мальовнича балка (радянська назва Колгоспна балка) - струмок, що протікав по Мальовничій балці і впадав у річку Войцехова балка. Нині висох.
Пташина балка - правий витік річки Войцехова балка. Розташований на південний захід від станції Войцехове.
Розсоховата (Розсохувата) балка  —  мала річка, що протікає Розсоховатою (Розсохуватою) балкою біля вулиці Віддалена у житловому масиві Краснопілля. Впадає до річки Войцехова балка. Має притоки  біля вулиць Високогірна (Канатувата балка) та Ратна (Гривнів байрак). У  її верхів'ї розташовано ставок Джерелка.

## Річки та струмки у Шевченківському районі міста
Бельба  або Бистриця  також Березнегувата балка— мала річка, що починається в промзоні заводу Дніпрошина, протікає Березнегуватою балкою між житловими масивами Мирне, Бориса Кротова, Царське село та цвинтарем Дорогого і впадає до річки Войцехова балка біля села Дороге Дніпровського району Дніпропетровської області. Забруднена стоками підприємств промзони.  За свідченнями старожилів Мирного, в минулому була повноводною рікою з чистою водою, де водилось багато риби. Тоді річка мала назву Бистриця, а не Бельба (що означає брудна вода). Має притоку Тернувата балка, що тече житловим масивом Мирне.
Бузневатий байрак або Бузневата балка - струмок, що тече східним відгалуженням Зустрічної балки, у 1980 - ті верхів'я байраку були засипані, а верхня течія струмка - взята в колектор. Впадає в річку Чаплину навпроти Серпневої вулиці.
Зустрічна балка  також Чаплина балка, річка Чаплина— мала річка, що тече Зустрічною або  Чаплиною балкою і впадає до Мокрої Сури біля села Новоолександрівка Дніпровського району Дніпропетровської області. На річці є пороги і невеликий водоспад. На правому березі балки (річки) розташована залізнична станція Зустрічний. Має  шість приток (дві безіменні, Бузневатий байрак, балки Попова, Туміна і Чортувата), що течуть вибалками.
Попова балка - струмок, що тече однойменним вибалком Зустрічної балки і впадає в річку Чаплину зі сходу, нижче Туміної балки.
Тернувата балка - струмок, що протікає житловим масивом Мирне і впадає в річку Бельба біля вулиці Весніна.
Туміна балка - струмок, що тече однойменним вибалком Зустрічної балки і впадає в річку Чаплину. Починається біля вулиці Панікахи. На правому березі розташовані житлові масиви Тополя - 2 і 3.
Чортувата балка -  струмок, що тече по Чортуватій балці, що є вибалком балки Зустрічної. Починається біля селища Корея. Впадає в річку Чаплину, що тече по Зустрічній балці. На лівому березі розташований проїзд Олександра Гальченка, на правому - дачне селище.

## Річки та струмки у Центральному районі міста

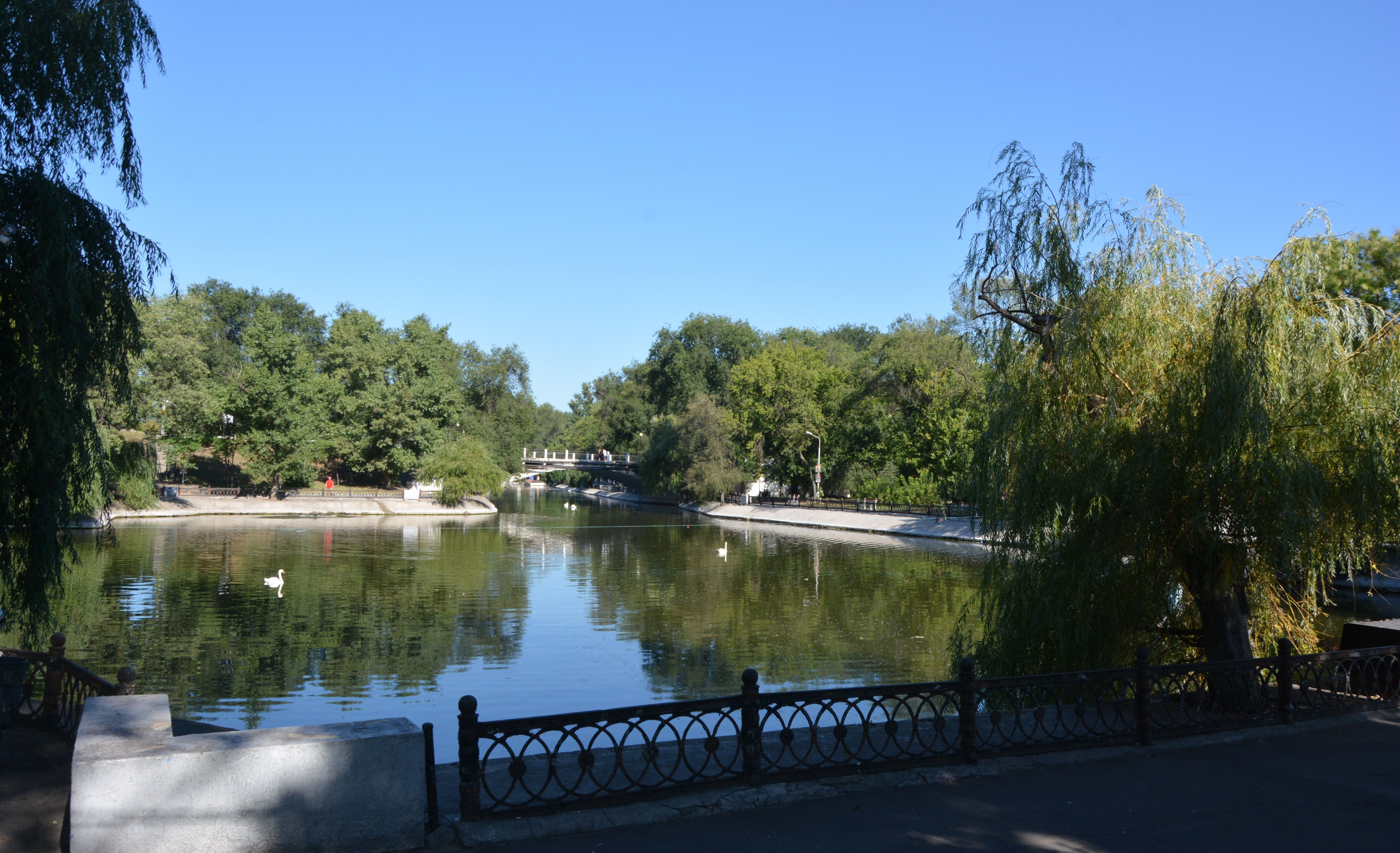
Ставок у Міському парку імені Лазаря Глоби - залишок старого русла Половиці

Кленовий байрак або Рибальська канава — мала річка, що протікала по дну Кленової (нині Рибальська) балки і впадала в річку Половиця біля вулиці Проточна (нині Воскресеньська). Взята в колектор по всій течії напочатку ХХ століття. Збереглась у колекторі, який називається Запорізький зливовий. Впадає в річку Жабокряч.
Половиця  (старе русло) — найбільша з малих річок центральної частини міста. Входила в місто  з Аптекарської балки біля сучасного Центрального міського ринку «Озерка» (можливо витікала з озера, що до 1880 — х років існувало на його місці) текла паралельно проспекту Дмитра Яворницького і впадала в Дніпро на Січеславській набережній біля сучасної церкви Іоана Хрестителя. Найбільшими притоками річки були Кленовий байрак та Жабокряч. Протягом 1870 - х років від проспекту Сергія Нігояна  до гирла Половиця була взята в колектор. У 1884 році в зв'язку з будівництвом залізниці та станції Катеринослав старе русло річки було перекрите біля сучасного Курчатовського базару  і його колектор використовується як зливова каналізація під час опадів (за твердженням Павла Козара залишком річки Половиця є ставок у парку ім Л. Глоби, однак це виглядає сумнівним, оскільки жодне з інших джерел не зазначає, що його було створено в руслі річки). Течію Половиці було відвернено в північно - західному напрямку.
Від гідроніма походить назва козацької слободи Половиця, що у 1791 р. увійшла до складу Катеринослава.
Фабричний струмок  - невеликий потік, що протікав біля вулиці Князя Ярослава Мудрого. Витікав з озерної низини (нині Центральний міський ринок "Озерка") у місцевості Фабрика  біля вулиці Пастера. Протікав  паралельно Половиці та Дніпру.  Біля вулиці Павла Скоропадського повертав на північ і впадав у Половицю (після 1884 року—у Дніпро). Нині в колекторі. Топонімічно пов'язана з ним вулиця Мостова, де існував міст через річку.

## Річки та струмки у Соборному районі міста
Архієрейська балка — мала річка, що протікала по Архієрейській балці від житлового масиву Перемога-2 і впадала в Дніпро біля Мерефо -Херсонського мосту. Річка живить  пойменне озеро розташоване за Набережною Перемоги біля Торговельного центру "Куб". Нині в колекторі.
Балка Перевал - притока річки Кам'янки, біля села Лоцманська Кам'янка.
Балка Сажівка — притока Дніпра, що тече однойменною балкою на межі житлового масиву Лоцкам'янка та села Старі Кодаки.
Бакунівська балка - притока балки Перевал.

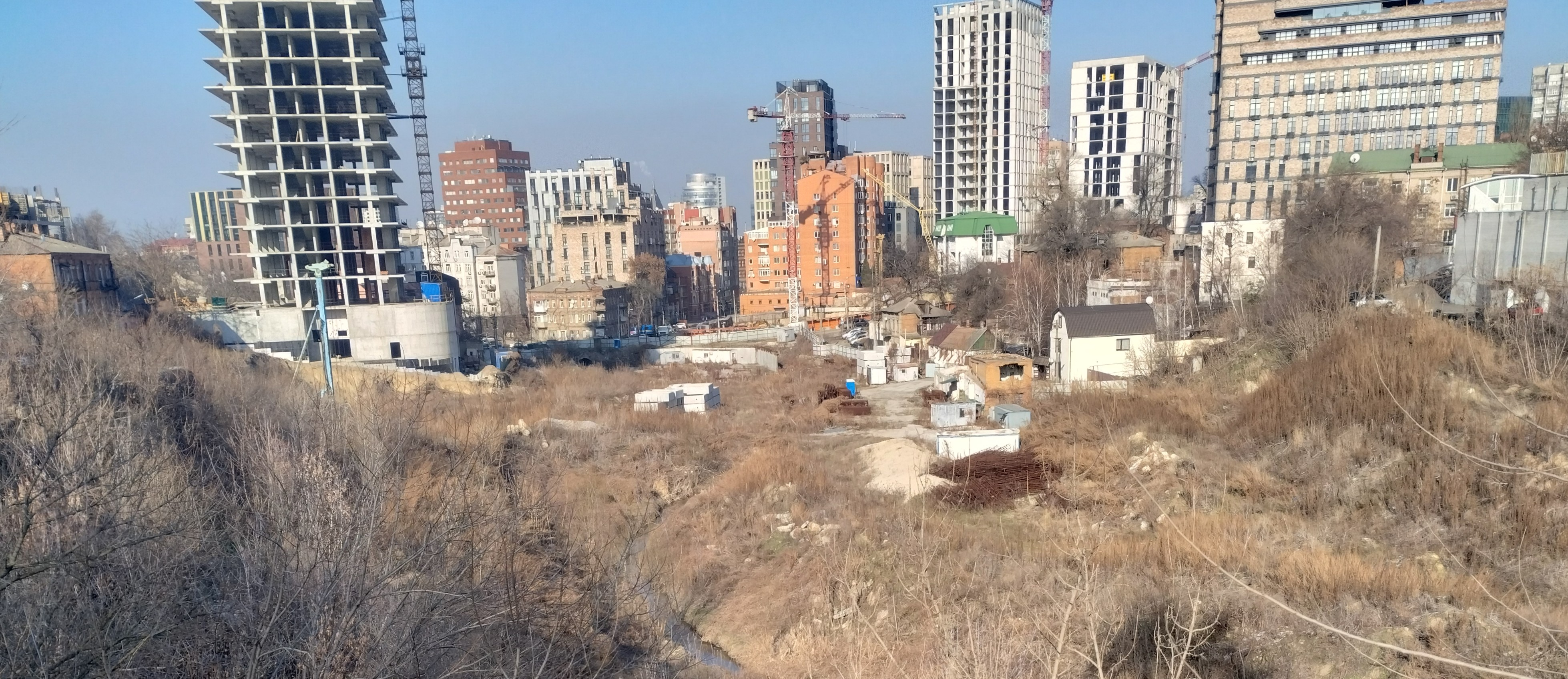
Жабокряч

Жабокряч або Жандармська канава — мала річка старої частини міста, правий рукав річки Половиця. Протікає по Довгій балці на межі Шевченківського та Соборного районів міста. Раніше впадала в річку Половицю за півкварталу від сучасної вулиці Короленка. У нижній  та середній частині взята в колектор названий Червоноповстанський зливовий. Нині впадає в Дніпро на Січеславській набережній біля сучасної церкви Іоана Хрестителя. Має кілька приток — струмки, що течуть відрогами балки з парку ім. Ю. Гагаріна, біля вулиць Івана Сірка (Новожандармський яр) та Гусенка та річка Кленовий Байрак. 
Кам'янка — мала річка що протікала на терені нинішнього житлового масиву Перемога - 6. Впадала в Дніпро. Нині не існує. Від її назви походить назва слободи Лоцманська Кам'янка.
Новожандармський яр  або Новожандармська балка - струмок біля вулиці Івана Сірка, що тече східним відгалуженням Довгої балки, яке до 1917 року мало назву Новожандармський яр. Впадає в річку Жабокряч.
Піхотинна балка також Євпаторійська балка - струмок, що протікав по балці між сучасними житловими  масивами Перемога та Сокіл і впадав до річки Кам'янки.
Тунельна балка , історична назва Широка балка — невеличкий потічок, що протікає Тунельною балкою. Входить в колектор біля вулиці Космічної. Впадає в Дніпро. Має декілька приток, що течуть вибалками.

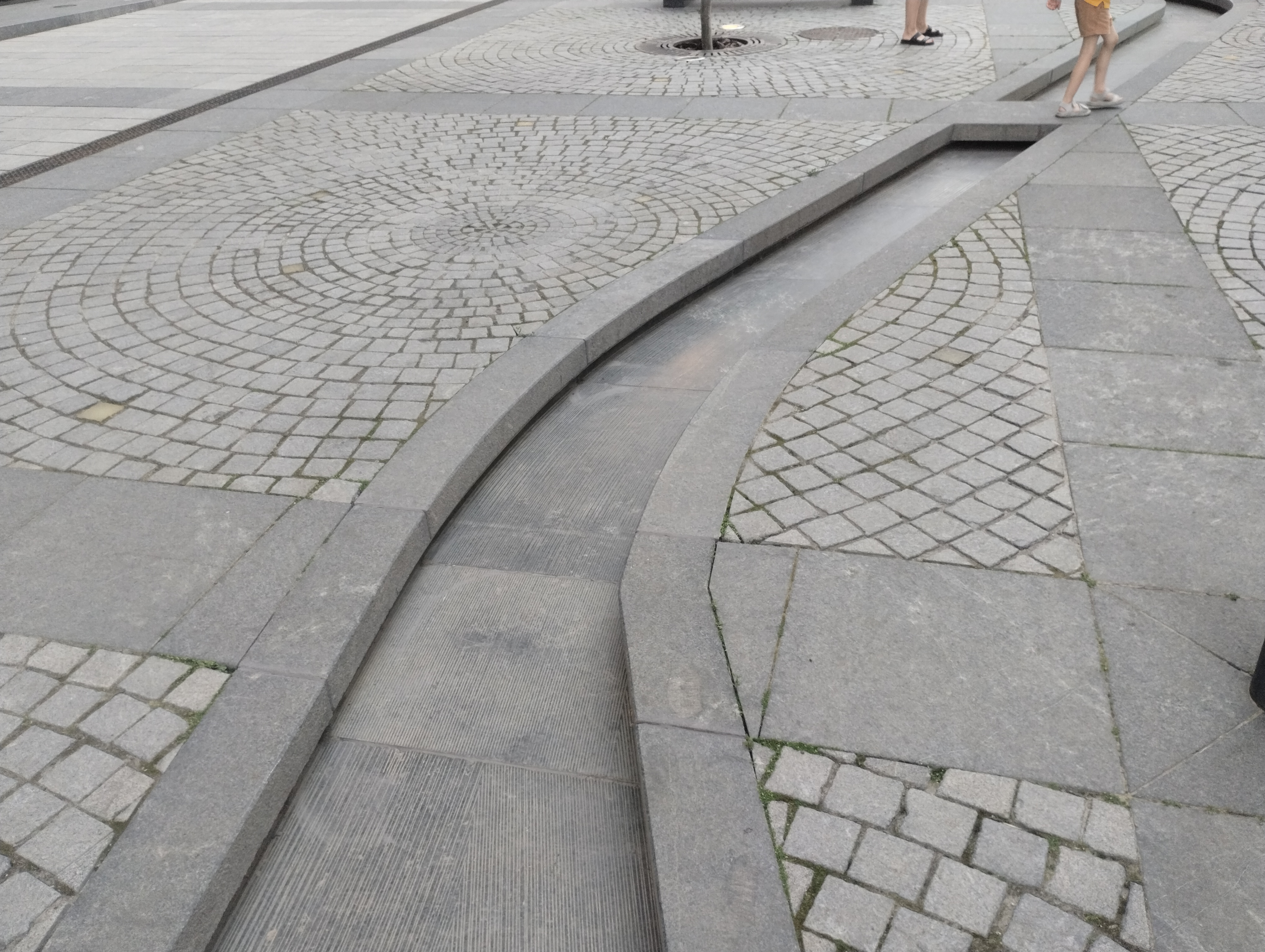
Русло штучного струмка на Кельнському бульварі

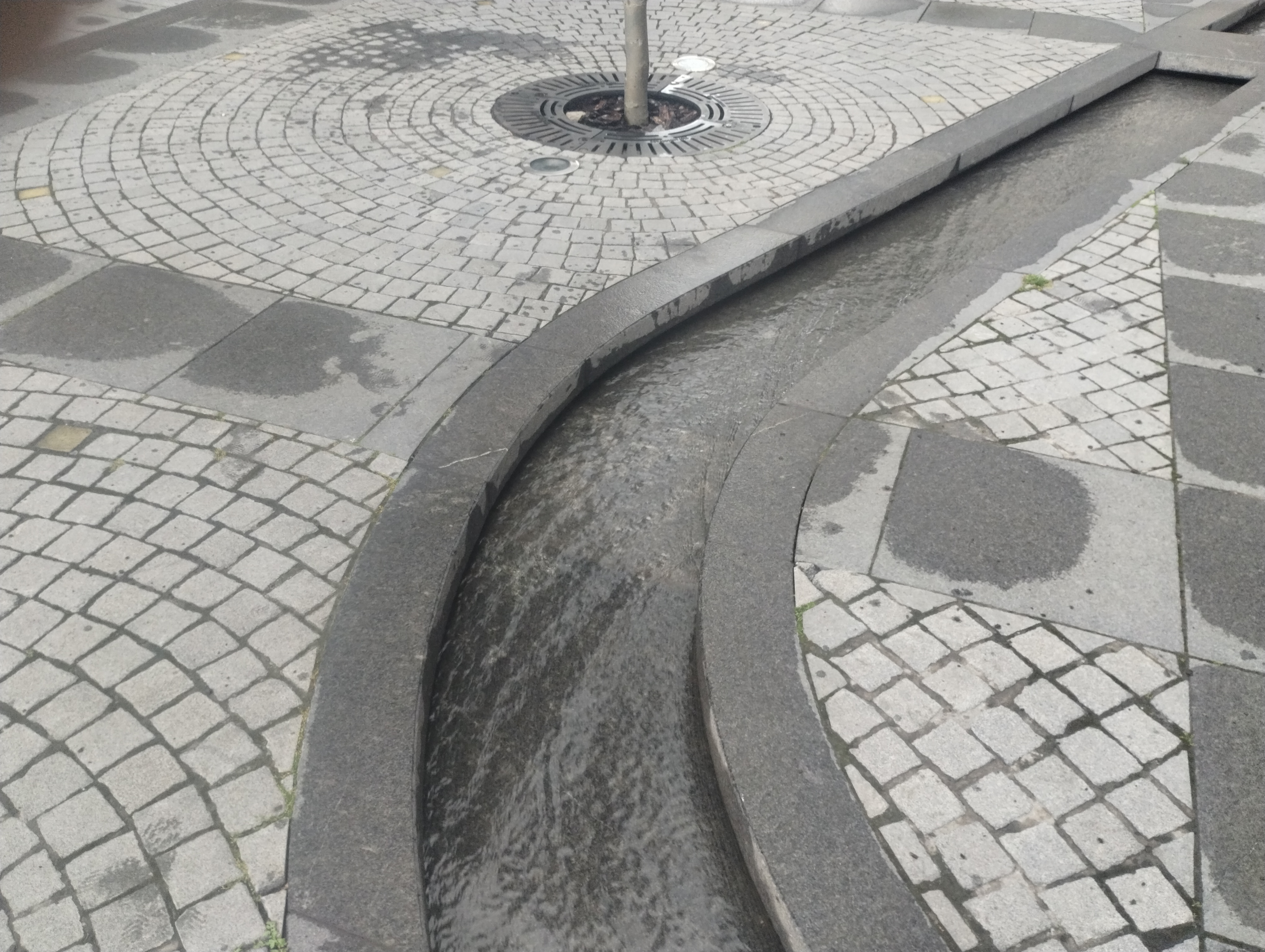
Штучний струмок на Кельнському бульварі

Штучний струмок на Кельнському бульварі, що тече по середині вулиці. Створений у 2024 році як символ схованої в колектор річки Жабокряч, котра протікає під бульваром. Найдовший штучний струмок в Україні. Протікає лише в теплі місяці.

## Річки та струмки в Амур— Нижньодніпровському районі міста

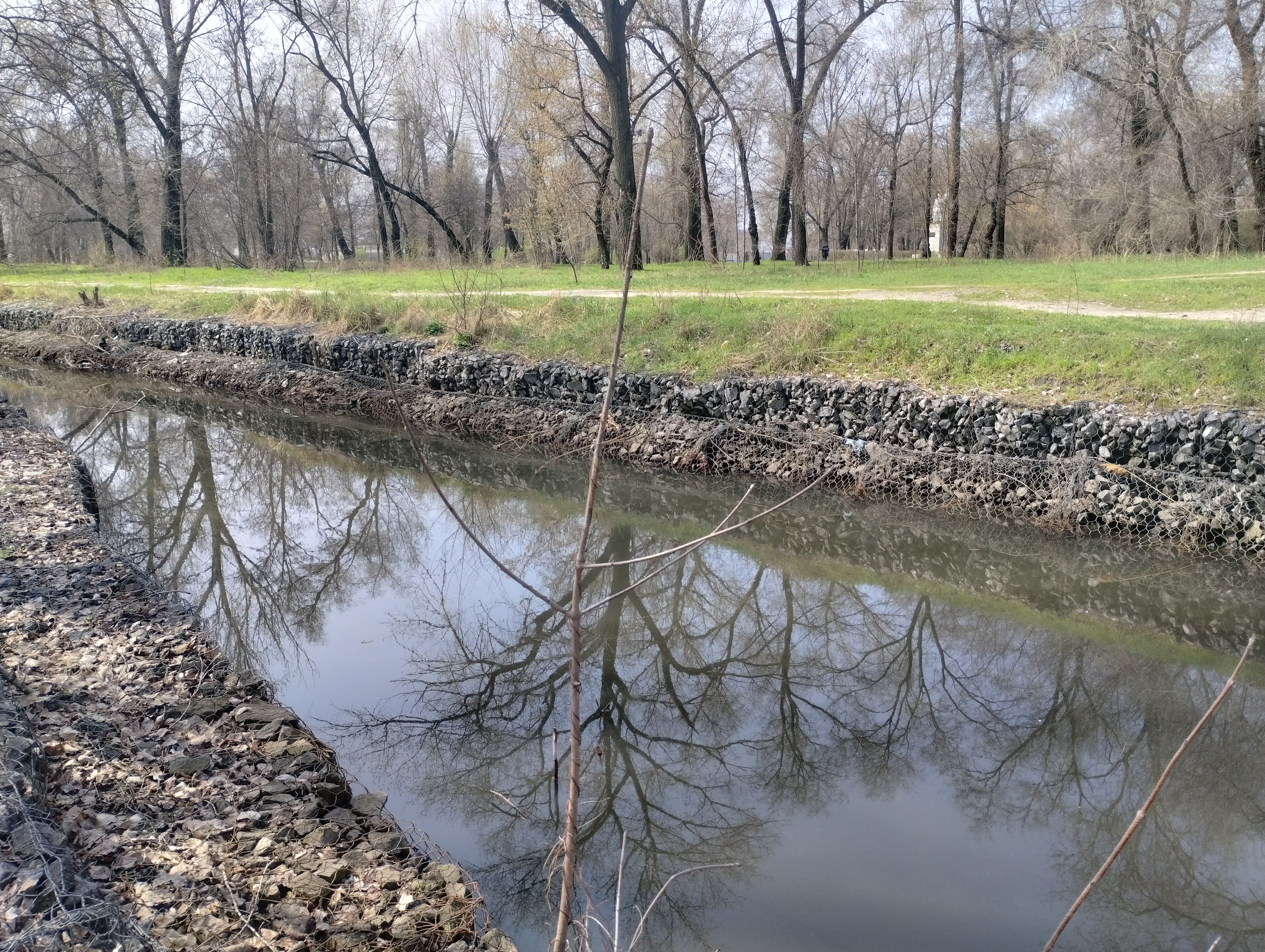
Гнилокіш

Гнилокіш — мала річка лівобережної частини міста Дніпро.  Разом з Протовчанськими озерами є залишком пойми річки Протовча. Витікає з озера Одинківка і тече паралельно течії Дніпра, перетинаючи Донецьке шосе, вулиці Вітчизняну, Каруни, та проспект Мануйлівський. Впадає в Дніпро в парку Сагайдак в Індустріальному районі міста.
Дренажний канал озеро Ломівське Плесо— Дніпро або Кам'янсько - Ломівський канал — штучний водотік прокладений у 1980-ті роки руслом історичної річки Кам'янський Проток   з метою відтоку води з озера Ломівське Плесо (тоді Московське)  для запобігання підтоплення житлових масивів Ломівський і Кам'янський.
Журавка — річка, що була вказана на мапах XVIII століття. Починалась біля селища  Кам'янка і текла на захід через сучасний житловий масив Лівобережний та село  Горянівське, де  повертала на південь і впадала в  озеро Чередницьке. Висохла на початку ХІХ століття. Залишками її русла є озера Куплевате та Куряче, що належать до системи Протовчанських озер.
Кам'янка (перша) - мала річка, що протікала з заходу від села Сугаківка, вздовж берега Дніпра поблизу села Кам'янка (нині житловий масив). Впадала в річку Шпакову неподалік від її гирла. Більша частина акваторії затоплена водами Дніпровського водосховища.  
Кам'янка (друга) - мала річка, починається  біля озера Ломівське Плесо,  тече Ломівкою з півдня, повертаючи на північний захід  і впадає в  озеро Карпенкове. Збереглась у вигляді дренажного каналу біля вулиць Хемінгуея, Широкої та Клубної.  

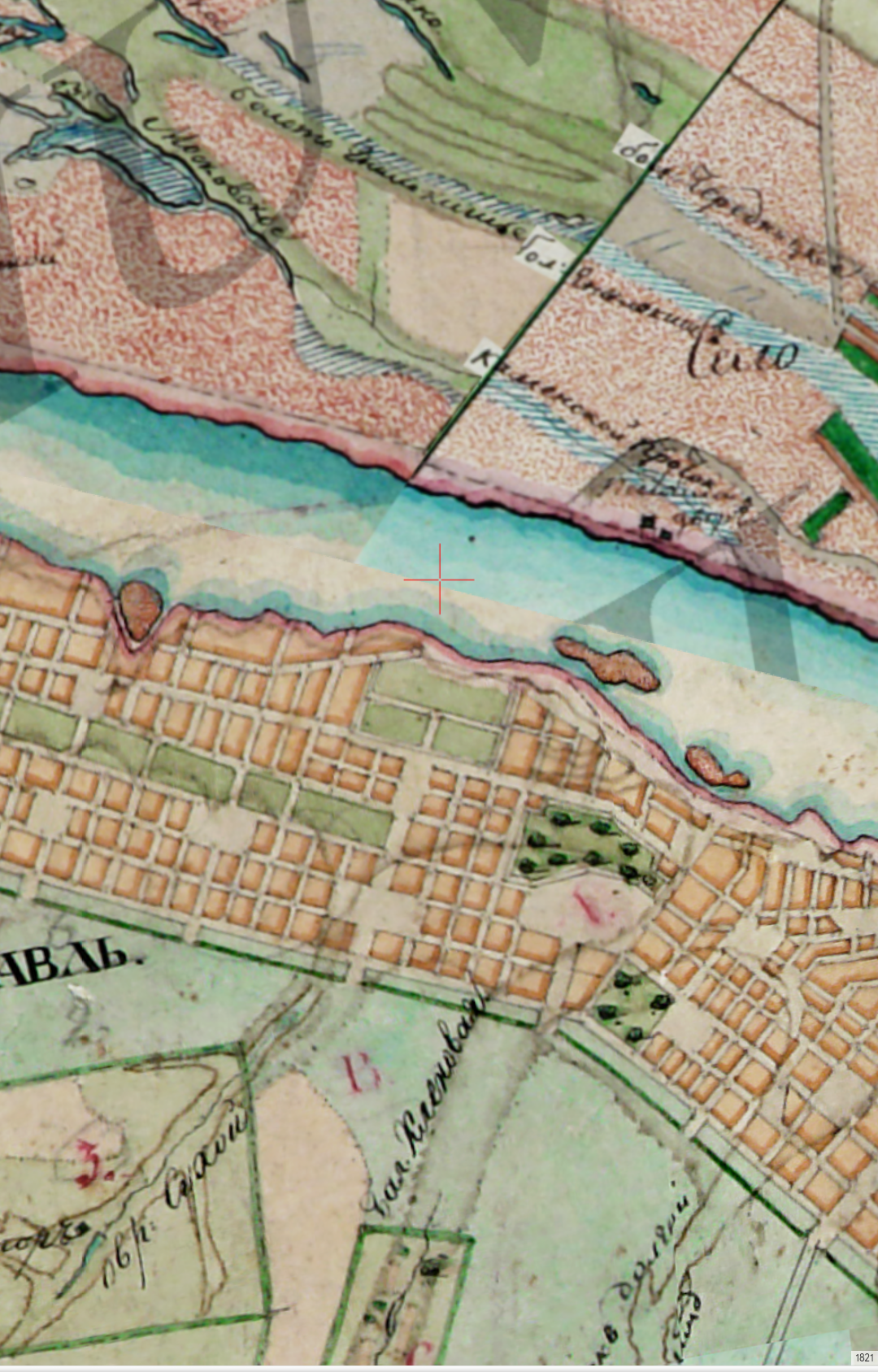
Річка Кам'янський Проток на мапі Катеринославської губернії 1820 року.

Кам'янський Проток - річка - стариця, що витікала з озера Московське (нині Ломівське Плесо) і впадала в Дніпро. Вказана лише на мапі 1821 року, на пізніших її вже немає. 
Карпенківський струмок  —  пересихаючий струмок, що витікає з озера Карпенкове і впадає в річку Шпакову.

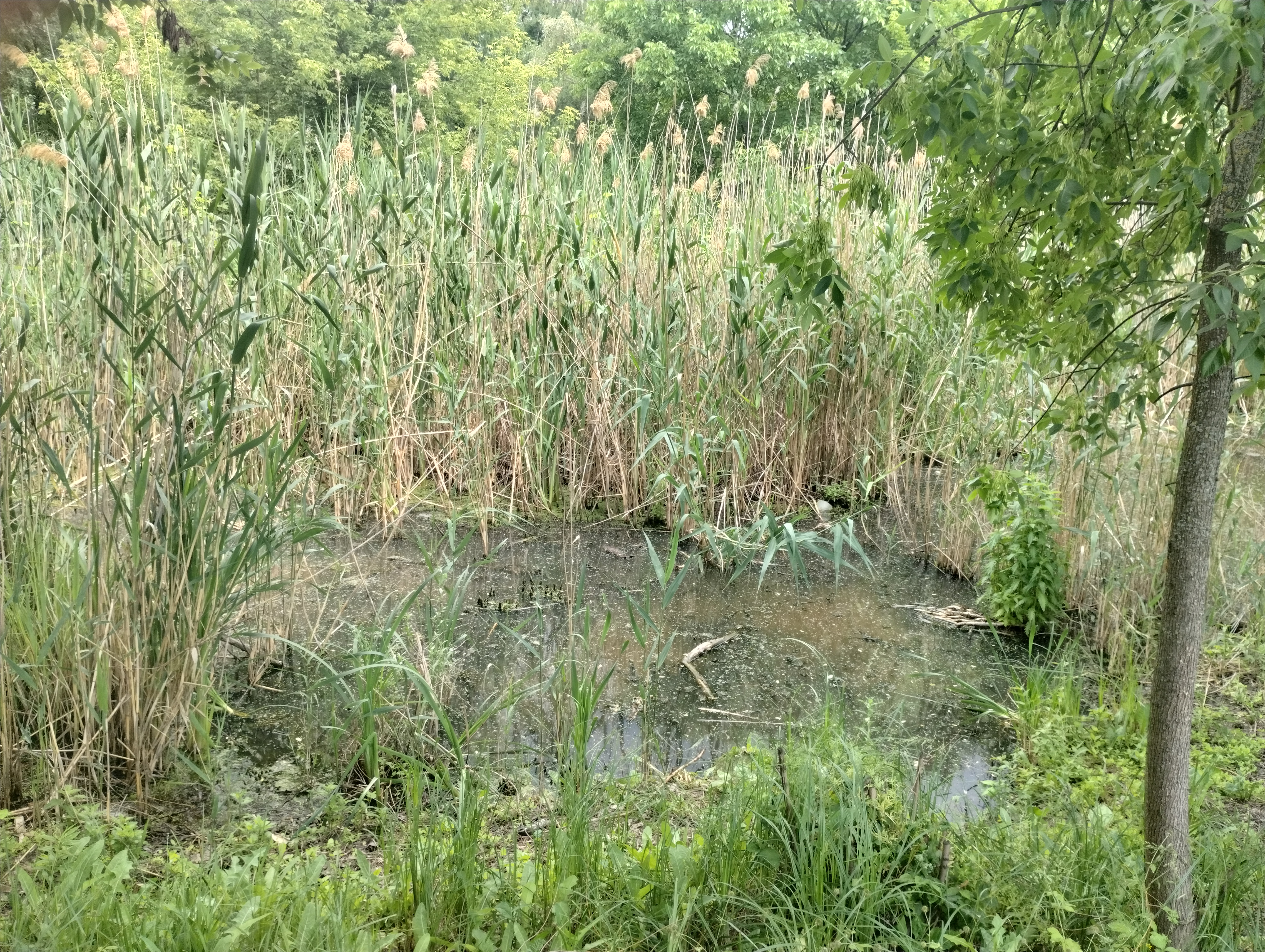
Кирилівський струмок

Кирилівський (кол. Кіровський) струмок (на мапі 1821 року показаний як Болото Чередницьке) — невеличкий потічок, що витікає з озера у занедбаному парку Кирилівка (до 2015 р.--- ім. Кірова). Входить до колектора у районі вулиці Новозаводської і виходить біля вулиці Смарагдової, де впадає в річку Гнилокіш.
Оріль (нове русло) — впадає в Дніпро на межі міста і селища Обухівка. Нове русло прокладене в 1964 року по течії історичної річки Протовча, в зв'язку з будівництвом Дніпродзержинської ГЕС.
Протовча — річка, що витікала на території сучасного Петриківського району Дніпропетровської області і впадала в Дніпро на межі міста й селища Обухівки (колишнє село Сугаківка). У 1964 р. по руслу річки було прокладено нову течію Орелі. До заплави Протовчі належать Протовчанські озера з річками Гнилокиш і Шпакова.
Шпакова — мала річка, що витікає з озера Чередницьке і впадає в Дніпро. У її руслі розташоване озеро Шпакове. Найбільша притока —  Карпенківський струмок . Як і Гнилокіш є залишком гідросистеми річки Протовча.

## Річки в Індустріальному районі міста
Кам'янка — мала річка плавень дельти Самари. Нині затоплена водами  озера Самарська Затока.
Кримка — рукав річки Кільчень, що, роблячи велике дугоподібне коліно, впадає в річку Самару, утворюючи великий острів. Після будівництва Дніпрогесу, що призвело до утворення штучного озера, перестав бути природною протокою.
Кримський Рожавець -  рукав Кільчені, що разом із Кримкою утворював великий острів на якому було збудовано перший Катеринослав, а згодом німецьку колонію Йозефсталь. Нині затоплений водами озера Самарська Затока. Впадав до Самари.
Кринична —  мала річка північно - східної частини міста. Нині затоплена водами  озера Самарська Затока. Назву  річки отримало штучне озеро Криничне, що зараз носить назву Котлован

## Річки та струмки в Самарському районі
Балка Западня — мала річка, що протікала однойменною балкою по території Дніпровського району Дніпропетровської області і впадала в рукав Самари річку Шиянку між житловими масивами Стара Ігрень та Чаплі. Нині збереглась тільки у верхній частині балки. У середній створено ставок — відстійник Придніпровської ДРЕС. У нижній частині балки — в руслі  створено дренажний канал.
Маячка , Кислячкова — мала річка що починається в Дніпровському районі Дніпропетровської області і тече крізь селища Ігрень та Одинківка. Тече Кислячковою балкою. Впадає в Самарську затоку біля Храму Покрови Пресвятої Богородиці, раніше впадала в річку Крива Самара.
Чаплинський струмок або балка Довжик - притока річки Шиянки. Починається і тече по житловому масиву Чаплі. Зараз впадає в дренажну канаву —залишок річки за вулицею Чаплинською.
Широкий байрак  — струмок між вулицями Мальовнича та Солов'їна (Нова Ігрень). Найбільша притока Маячки.